# Jan Willem Schouten
Jan Willem Schouten (Bergen op Zoom, 8 januari 1912 – Rhenen, 7 mei 1943) was een Nederlandse verzetsstrijder. Hij verloor het leven doordat bij een poging de spoorlijn Amersfoort-Kesteren op te blazen de lading te vroeg explodeerde.

## Levensloop
Schouten studeerde aan de Landbouw Hogeschool in Wageningen. Tijdens de meidagen van 1940 was hij in dienst als sergeant. Hij was lid van de Communistische Partij. Al vroeg in de oorlog raakte hij betrokken bij het verzet. Zo hielp hij onderduikers en verspreidde illegale bladen. Een week voor zijn dood had hij nog geholpen bij de ontsporing van een trein in Ede. Daarnaast was hij in de Achterhoek actef waar hij verschillende sabotagegroepen oprichtte. Hij werkte onder andere samen met Jantie van Gilse, Jeantje Schipper en Gerben Wagenaar.
Op 29 april 1943 besloten de Duitse autoriteiten dat alle Nederlandse militairen die in de mei 1940 in dienst waren wederom in krijgsgevangenschap moesten. In de daaropvolgende dagen volgde een landelijke staking die door de bezetter hardhandig werd neergeslagen. Ook waren er verschillende aanslagen op het spoorwegenstelsel. Loe de Jong veronderstelde dat deze aanslagen landelijk gecoördineerd werden door het communistische Militair Contact.
Schouten werkte samen met Paul Morel en Jonathan Bastiaan. Beide mannen stonden op de uitkijk. De aanslag vond plaats tussen de Zuidelijke Meentsteeg en de 1e Poort, nabij Achterberg. Nadat Schouten door een vroegtijdige explosie het leven verloor, sloegen Morel en Bastiaan op de vlucht. Vrij snel kwam de Sicherheitsdienst hen op het spoor. Morel overleefde het concentratiekamp Neuengamme, terwijl Bastiaan overleed aan bloedvergiftiging aan zijn voet in Groß-Rosen.
Na de dood van Schouten werd zijn zwangere vrouw gearresteerd en vier dagen vastgehouden. Ironisch genoeg zorgde de mislukte aanslag er waarschijnlijk voor dat de Duitsers niet overgingen tot represaillemaatregelen tegen buurtbewoners, zoals regelmatig gebeurde. In dit geval was dat niet nodig, aangezien de dader(s) bekend was. Wel vond er in de buurt rondom het huis van Schouten - hij woonde aan de Prins Bernardlaan 32 - een groot aantal huiszoekingen plaats. Daarbij werden meerdere buurtbewoners opgepakt, onder wie Piet Toxopeus die in Kamp Vught terecht kwam. Bij hem waren illegalen kranten gevonden. Na de oorlog werd het lichaam van Schouten overgebracht naar het Mausoleum op de Paasberg in Ede.

## Persoonlijk
Aan het begin van de oorlog was Schouten samen met zijn vrouw en dochtertje naar Bennekom verhuisd. Drie maanden na zijn dood werd een tweede kindje geboren. In april 2017 werd bekend dat er een straat naar Schouten wordt vernoemd in Bennekom.